# 阿斯 (比利时)
阿斯（荷蘭語：As，荷蘭語發音：[ɑs] ⓘ）是比利时弗拉芒大區林堡省哈瑟爾特區的一个市镇，通行荷蘭語，是弗拉芒社群的一部分，面积22.07平方千米，人口8,190人（2018年1月1日）。